# Paproć Duża (gromada)
Paproć Duża – dawna gromada, czyli najmniejsza jednostka podziału terytorialnego Polskiej Rzeczypospolitej Ludowej w latach 1954–1972.
Gromady, z gromadzkimi radami narodowymi (GRN) jako organami władzy najniższego stopnia na wsi, funkcjonowały od reformy reorganizującej administrację wiejską przeprowadzonej jesienią 1954 do momentu ich zniesienia z dniem 1 stycznia 1973, tym samym wypierając organizację gminną w latach 1954–1972.
Gromadę Paproć Duża z siedzibą GRN w Paproci Dużej utworzono – jako jedną z 8759 gromad na obszarze Polski – w powiecie ostrowskim w woj. warszawskim, na mocy uchwały nr VI/10/11/54 WRN w Warszawie z dnia 5 października 1954. W skład jednostki weszły obszary dotychczasowych gromad Paproć Duża ze zniesionej gminy Jasienica oraz Łętownica wieś ze zniesionej gminy Warchoły w tymże powiecie. Dla gromady ustalono 11 członków gromadzkiej rady narodowej.
1 stycznia 1957 gromadę przyłączono do powiatu zambrowskiego w woj. białostockim.
31 grudnia 1959 gromadę Paproć Duża zniesiono włączając jej obszar do gromady Srebrna.
Zobacz też: gmina Paproć Duża.